# Турнир Рио — Сан-Паулу
Турнир Рио — Сан-Паулу (порт. Torneio Rio-São Paulo) — бразильский футбольный турнир, в котором участвовали ведущие команды из Лиги Паулисты и Лиги Кариоки — то есть представители штата Сан-Паулу и города Рио-де-Жанейро (штат Рио-де-Жанейро, в период с 1960 по 1966 год — штат Гуанабара), где уровень футбола традиционно самый высокий в стране.

## История
Первый розыгрыш состоялся в 1933 году, а в период с 1950 по 1966 год турнир носил в целом регулярный характер. В Бразилии традиционно главными турнирами в футболе были чемпионаты штатов, чемпионат страны появился лишь в 1971 году. Поэтому турнир Рио — Сан-Паулу был весьма ценен тем, что лучшие команды из двух ведущих лиг — Кариоки и Паулисты — всё-таки могли выяснить отношения в очном противостоянии.
В 1943 году прошёл турнир, называвшийся Torneio Quinela de Ouro, с составом участников, традиционным для Турнира Рио — Сан-Паулу. Его победителем стал «Коринтианс», второе место занял «Фламенго». Однако результаты того турнира не учитываются при подсчёте победителей Турнира Рио — Сан-Паулу.
В 1960-е годы стал очевиден рост уровня футбола в других штатах (Риу-Гранди-ду-Сул, Минас-Жерайс, Баия и т. д.), и в 1967 году было решено расширить Турнир Рио — Сан-Паулу за счёт клубов из других штатов. Так появился Кубок Робертан (Роберто Гомеса Педрозы), ставший одним из предшественников чемпионата Бразилии.
В 1993—2002 годах (регулярно с 1997) турнир был возрождён. С 2000 по 2002 год чемпион турнира Рио — Сан-Паулу получал путёвку в Кубок чемпионов Бразилии. После этого розыгрыши не проводятся.

## Розыгрыши
| Год         | Чемпион                                  | Второе место                                        | Третье место                                                | Четвёртое место                          | Лучший бомбардир                                                                | Голы                                     |
| ----------- | ---------------------------------------- | --------------------------------------------------- | ----------------------------------------------------------- | ---------------------------------------- | ------------------------------------------------------------------------------- | ---------------------------------------- |
| 1933 Детали | Палестра Италия                          | Сан-Паулу                                           | Португеза Деспортос                                         | Бангу                                    | Валдемар де Брито (Сан-Паулу)                                                   | 33 гола                                  |
| 1934 Детали | Турнир был прерван на этапе квалификации | Турнир был прерван на этапе квалификации            | Турнир был прерван на этапе квалификации                    | Турнир был прерван на этапе квалификации | Турнир был прерван на этапе квалификации                                        | Турнир был прерван на этапе квалификации |
| 1940 Детали | Турнир был прерван на первом этапе       | Турнир был прерван на первом этапе                  | Турнир был прерван на первом этапе                          | Турнир был прерван на первом этапе       | Турнир был прерван на первом этапе                                              | Турнир был прерван на первом этапе       |
| 1950 Детали | Коринтианс                               | Васко да Гама                                       | Португеза Деспортос                                         | Палмейрас                                | Балтазар (Коринтианс)                                                           | 9 голов                                  |
| 1951 Детали | Палмейрас                                | Коринтианс                                          | Бангу Фламенго Америка (Рио-де-Жанейро) Португеза Деспортос | Васко да Гама                            | Адемир (Васко да Гама) Акилес (Палмейрас) Лиминья (Палмейрас)                   | 9 голов                                  |
| 1952 Детали | Португеза Деспортос                      | Васко да Гама                                       | Коринтианс Флуминенсе Сантос                                | Ботафого Сан-Паулу Палмейрас             | Пинга (Португеза Деспортос)                                                     | 11 голов                                 |
| 1953 Детали | Коринтианс                               | Васко да Гама                                       | Сан-Паулу Ботафого                                          | Флуминенсе                               | Валтер Васконселос (Сантос)                                                     | 8 голов                                  |
| 1954 Детали | Коринтианс                               | Флуминенсе                                          | Палмейрас                                                   | Сан-Паулу                                | Дино да Коста (Ботафого) Карлос Симойнс (Америка (Рио-де-Жанейро)               | 7 голов                                  |
| 1955 Детали | Португеза Деспортос                      | Палмейрас                                           | Ботафого                                                    | Фламенго Сантос                          | Эдмур (Португеза Деспортос)                                                     | 11 голов                                 |
| 1956 Детали | Сан-Паулу                                | Сантос                                              | Коринтианс                                                  | Палмейрас                                | Валтер Васконселос (Сантос)                                                     | 4 гола                                   |
| 1957 Детали | Флуминенсе                               | Фламенго Васко да Гама                              | Сантос                                                      | Португеза Деспортос                      | Валдо (Флуминенсе)                                                              | 13 голов                                 |
| 1958 Детали | Васко да Гама                            | Фламенго                                            | Коринтианс                                                  | Сан-Паулу                                | Жино (Сан-Паулу)                                                                | 12 голов                                 |
| 1959 Детали | Сантос                                   | Васко да Гама                                       | Фламенго                                                    | Палмейрас Сан-Паулу                      | Энрике Фраде (Фламенго)                                                         | 9 голов                                  |
| 1960 Детали | Флуминенсе                               | Ботафого                                            | Васко да Гама Коринтианс Фламенго                           | Палмейрас                                | Куарентинья (Ботафого) Валдо (Флуминенсе)                                       | 11 голов                                 |
| 1961 Детали | Фламенго                                 | Ботафого                                            | Васко да Гама                                               | Палмейрас                                | Пепе (Сантос) Коутиньо (Сантос)                                                 | 9 голов                                  |
| 1962 Детали | Ботафого                                 | Сан-Паулу                                           | Палмейрас                                                   | Фламенго)                                | Амарилдо (Ботафого)                                                             | 11 голов                                 |
| 1963 Детали | Сантос                                   | Коринтианс                                          | Флуминенсе                                                  | Ботафого Палмейрас                       | Пеле (Сантос)                                                                   | 14 голов                                 |
| 1964 Детали | Ботафого Сантос                          | Палмейрас Фламенго                                  | Бангу Португеза Деспортос                                   | Коринтианс                               | Коутиньо (Сантос)                                                               | 11 голов                                 |
| 1965 Детали | Палмейрас                                | Васко да Гама Ботафого Фламенго Португеза Деспортос | Сан-Паулу                                                   | Коринтианс                               | Адемар Пантера (Палмейрас) Флавио Минуано (Коринтианс)                          | 14 голов                                 |
| 1966 Детали | Ботафого Сантос Васко да Гама Коринтианс | Сан-Паулу                                           | Палмейрас                                                   | Фламенго Бангу                           | Антонио Парада (Ботафого)                                                       | 8 голов                                  |
| 1993 Детали | Палмейрас                                | Коринтианс                                          | Сантос                                                      | Фламенго                                 | Ренато Гаушо (Фламенго)                                                         | 6 голов                                  |
| 1997 Детали | Сантос                                   | Фламенго                                            | Палмейрас                                                   | Сан-Паулу                                | Ромарио (Фламенго)                                                              | 7 голов                                  |
| 1998 Детали | Ботафого                                 | Сан-Паулу                                           | Палмейрас                                                   | Сантос                                   | Додо (Сан-Паулу)                                                                | 5 голов                                  |
| 1999 Детали | Васко да Гама                            | Сантос                                              | Сан-Паулу                                                   | Ботафого                                 | Алессандро Камбальота (Сантос) Бебето (Ботафого) Гильерме Алвес (Васко да Гама) | 5 голов                                  |
| 2000 Детали | Палмейрас                                | Васко да Гама                                       | Сан-Паулу                                                   | Ботафого                                 | Ромарио (Васко да Гама)                                                         | 12 голов                                 |
| 2001 Детали | Сан-Паулу                                | Ботафого                                            | Сантос                                                      | Флуминенсе                               | Франса (Сан-Паулу)                                                              | 6 голов                                  |
| 2002 Детали | Коринтианс                               | Сан-Паулу                                           | Палмейрас                                                   | Сан-Каэтано                              | Франса (Сан-Паулу)                                                              | 19 голов                                 |

1. ↑  В турнире принимали участие только клубы из Сан-Паулу

## Список чемпионов
- 1933 —  Палестра Италия (ныне Палмейрас)
- 1940 титул не присуждён
- 1950 —  Коринтианс
- 1951 —  Палмейрас
- 1952 —  Португеза СП
- 1953 —  Коринтианс
- 1954 —  Коринтианс
- 1955 —  Португеза
- 1956 —  Сан-Паулу
- 1957 —  Флуминенсе
- 1958 —  Васко да Гама
- 1959 —  Сантос
- 1960 —  Флуминенсе
- 1961 —  Фламенго
- 1962 —  Ботафого
- 1963 —  Сантос
- 1964 —  Сантос и  Ботафого (совместно)
- 1965 —  Палмейрас
- 1966 —  Ботафого,  Коринтианс,  Сантос,  Васко да Гама (совместно)
- 1993 —  Палмейрас
- 1997 —  Сантос
- 1998 —  Ботафого
- 1999 —  Васко да Гама
- 2000 —  Палмейрас
- 2001 —  Сан-Паулу
- 2002 —  Коринтианс

## Титулов по клубам

### 5 титулов
- Коринтианс (1 совместно)
- Палмейрас
- Сантос (2 совместно)

### 4 титулов
- Ботафого (2 совместно)

### 3 титулов
- Васко да Гама (1 совместно)

### 2 титула
- Флуминенсе
- Португеза СП

### 1 титул
- Фламенго
- Сан-Паулу

## Титулов по штатам
- Сан-Паулу — 18 титулов
- / Рио-де-Жанейро/Гуанабара — 10 титулов